# Res Publica Christiana
Ne doit pas être confondu avec République chrétienne.

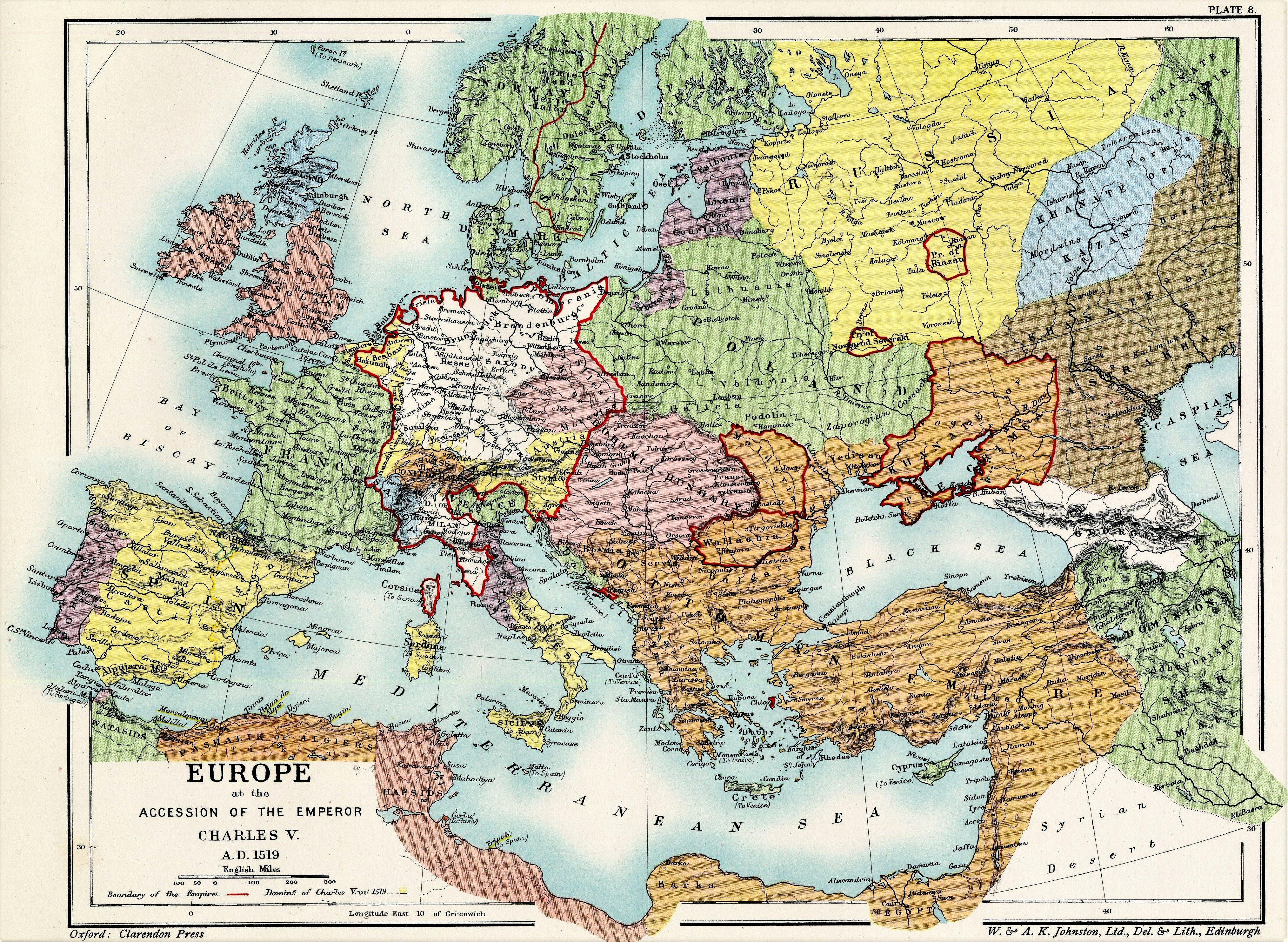
L'Europe en 1519.

Dans la pensée politique occidentale médiévale et du début des temps modernes, la Respublica ou Res Publica Christiana est la communauté internationale des peuples et des États chrétiens. 

## Langage
L'expression latine Res Publica Christiana associe le christianisme à l'idée romaine de la res publica ("chose publique" ou "république") pour décrire cette communauté et son bien-être. Un seul mot français dont la signification est quelque peu comparable est le mot chrétienté ; il est également retranscrit en anglais par l'expression "the Christian Commonwealth".

## Histoire

### Fin de l'Antiquité et début du Moyen Age
Le concept de Res Publica Christiana est attesté pour la première fois par Augustin d'Hippone, dont l'œuvre du début du Ve siècle, La Cité de Dieu, opposait favorablement l'Église chrétienne aux prétentions de l'Empire romain à constituer une res publica, une république ou un État commun. Il contestait la légitimité de Rome en tant qu'État établi pour le bien commun au motif que son empire avait été conquis par la force et non par la justice ; en revanche, affirmait-il, l'Église chrétienne était une véritable res publica, fondée pour le bien de l'humanité. Dans un autre ouvrage, De opere monachorum, Augustin affirme explicitement qu'« il existe une seule communauté de tous les chrétiens » (« omnium enim christianorum una respublica est »).
Malgré la distinction d'Augustin, dans l'usage ultérieur, les res publica impériale et ecclésiastique se confondent. Ainsi, à la fin de l'Antiquité et au début du Moyen Âge, depuis la papauté byzantine du VIe siècle jusqu'au tournant du XIe siècle, la chancellerie pontificale a utilisé le terme Res Publica Christiana principalement pour désigner l'empire chrétien : d'abord l'Empire byzantin à l'est, puis, à partir de 800, l'Empire carolingien puis le Saint-Empire romain germanique à l'ouest. Le rétablissement de l'empire en Occident a ensuite conduit les papes à utiliser le terme dans des lettres d'exhortation aux rois francs qui ne portaient pas nécessairement eux-mêmes le titre d'empereur, comme par exemple le pape Jean VIII qui écrit au roi Louis II le Bègue en 878 au sujet de "l'état de la religion chrétienne et de la République" ("statu Christiane religionis ac rei publicae").

Au XIe siècle, le terme s'était généralisé, en raison de son application dans différents contextes politiques, pour désigner la totalité des États chrétiens en tant que communauté sous la direction du pape - le sens principal qu'il a conservé au Moyen Âge à partir de cette époque.
L'unité de la communauté chrétienne était une hypothèse centrale de la pensée politique européenne médiévale. Selon l'historien des relations internationales Garrett Mattingly, l'Europe catholique médiévale "se considérait comme une seule société", la Res Publica Christiana, et bien que cette res publica n'ait jamais été réalisée sous la forme d'un État unifié, elle existait politiquement sous la forme d'un corpus juridique commun partagé par les différents pays de la région et élaboré par une communauté internationale de juristes,. Dans ce sens, le terme était étroitement lié au concept médiéval selon lequel la société humaine était une monarchie universelle gouvernée par le pape ou l'empereur en tant que "seigneur du monde" (dominus mundi) ; c'est ainsi qu'il a été utilisé par l'empereur Frédéric II, par exemple, pour décrire ses différents domaines au XIIIe siècle.

### Retour du terme au cours de la Renaissance
Bien qu'il ait désigné un concept clé de la pensée politique médiévale, jusqu'au XVe siècle, le terme Res Publica Christiana lui-même est resté relativement rare par rapport aux alternatives sans signification spécifiquement politique, comme Christianitas. Ce n'est qu'à l'époque de la Renaissance que la Res Publica Christiana connaît un regain d'importance : dans les documents pontificaux, après une période de désuétude à partir du XIIIe siècle, le terme est remis au goût du jour au XVe et au début du XVIe siècle par des papes humanistes tels que Pie II, qui l'invoque pour appeler à une croisade après la chute de Constantinople aux mains des forces de Mehmed II en 1453, et Léon X, également soucieux dans les années 1510 d'encourager les monarques européens à défendre la chrétienté contre l'Empire ottoman.
Dans ces cas, le terme désignait l'Europe chrétienne comme une communauté politique ayant un intérêt séculier commun. Ainsi, pour le juriste humaniste du XVIe siècle André Alciat, des normes de droit international différentes s'appliquaient aux personnes non-chrétiennes d'Asie et d'Afrique, qui n'étaient donc pas citoyens de cette res publica. Tout comme les querelles entre les différentes puissances européennes étaient conçues comme des guerres civiles intestines au sein de la res publica, détournant les chrétiens des menaces pesant sur la res publica dans son ensemble.
Dans son élaboration par d'autres théoriciens du XVIe siècle, tels qu'Érasme et Juste Lipse, ce concept de la Renaissance de la Res Publica Christiana politique était explicitement pluraliste, ne mettant pas l'accent sur le commandement politique spécifique du pape et remplaçant l'idée médiévale d'un empire chrétien unitaire.

### La transition vers le système étatique moderne
Des historiens modernes des relations internationales tels que Hedley Bull et Cathal J. Nolan ont soutenu que l'Europe a cessé d'être une res publica Christiana en raison des guerres de la Réforme protestante et de la Contre-Réforme des XVIe et XVIIe siècles et est devenue un "système étatique" avec une séparation nette de l'Église et de l'État.
Le principe de cujus regio, eius religio, formulé pour la première fois lors de la paix d'Augsbourg (1555) et confirmé par les traités de Westphalie (1648), a accordé aux États séculiers la souveraineté sur les religions et rejeté toute autorité religieuse supranationale.
La dernière référence à la Res publica Christiana dans un document d'État se trouve dans les traités d'Utrecht (1713) qui est également le premier traité international à contenir une référence à la balance des pouvoirs.
Malgré la désintégration de l'unité religieuse et politique de l'Europe, la Res publica Christiana a continué à exercer une influence en tant que modèle alternatif de relations internationales tout au long du XVIIe siècle. Maximilien de Béthune, duc de Sully et principal ministre d'État d'Henri IV de France au début du XVIIe siècle, et son successeur, le cardinal Richelieu, ont tous deux cherché à réaliser une forme de Res Publica Christiana : Sully sous la forme d'une proposition de conseil fédéral d'États chrétiens pour résoudre les conflits en Europe, Richelieu sous l'étiquette de la "paix de la chrétienté".
Encore en 1715, le polymathe allemand Gottfried Wilhelm Leibniz faisait appel au concept d'une Res Publica Christiana sous la direction du pape et de l'empereur comme modèle fédérateur pour l'unité politique européenne.

### Utilisation ultérieure par l'Église catholique romaine
Dans la théologie catholique, la res publica Christiana en est venue à désigner principalement l'Église catholique elle-même en tant que societas perfecta ("société parfaite") autosuffisante, mais elle a conservé une partie de sa valeur politique après le XVIIe siècle. Un exemple d'utilisation ultérieure de l'expression est l'encyclique de 1766 du pape Clément XIII, Christianae reipublicae, qui condamnait la "désolation" causée à la res publica par la libre circulation d'écrits anti-chrétiens et exhortait les dirigeants catholiques à les supprimer,. 
Plus tard, en 1849, les partisans de l'ultramontanisme en Europe ont décrit le pape Pie IX comme le guide d'une Res Publica Christiana ranimée.
Dans son encyclique Sapientiae christianae de 1890, le pape Léon XIII distinguait l'Église, en tant que Res Publica Christiana - qui se traduit en français par "royaume du Christ" - de l'imperium temporel - "gouvernement civil" - en déclarant qu'il n'appartenait pas à l'Église de trancher entre les différentes formes et institutions des gouvernements séculiers.